# Górnośląski Komitet Plebiscytowy
Górnośląski Komitet Plebiscytowy - organizacja skupiająca secesjonistów z Polskiego Komisariatu Plebiscytowego sprzyjająca niemieckiej opcji plebiscytowej.

## Geneza
Geneza organizacji, wiąże się ściśle z osobą Teofila Kupki, od wiosny 1920 roku kierownika Wydziału Organizacyjnego Polskiego Komisariatu Plebiscytowego, nadzorującego prace propagandowe (np. ulotki, afisze, broszuty). Już w lipcu zażądał podwyżek dla swoich pracowników, zarzucając że Polacy spoza Śląska są lepiej wynagradzani za swoją pracę. Po odmowie założył Związek Górnośląskich Pracowników Plebiscytowych (Verband des oberschlesischen Plebiszitpersonals), co Wojciech Korfanty uznał za zdradę i wyrzucił Kupkę z Polskiego Komisariatu Plebiscytowego razem z częścią jego stronników, (m.in. Wilhelm Cysorz, Bernard Zmuda, Anton Gemander, Szymura, Pietruszka).

## Działalność
We wrześniu 1920 roku secesjoniści założyli Górnośląski Komitet Plebiscytowy (Das Oberschlesische Plebiszit-komitee) z siedzibą w Bytomiu nieopodal hotelu Lomnitz. Początkowo komitet ten przyjął na siebie rolę organu plebiscytowego Związku Górnoślązaków-Bund der Oberschlesier, dążąc do przyznania Górnemu Śląskowi wolnopaństwowej autonomii, czyli niepodległości oraz sprzeciwiając się "zbrodniom dwóch powstań" i "korupcji na łonie Polskiego Komisariatu Plebiscytowego". Prawdopodobnie Antoni (Anton) Gemander należał do obydwu organizacji. Wkrótce jednak Teofil Kupka uznał opcję niepodległości za nierealną i nawiązał kontakt z niemieckim komisarzem plebiscytowym, Kurtem Urbankiem. 6 listopada działacze Górnośląskiego Komitetu Plebiscytowego (Das Oberschlesische Plebiszit-komitee) wydali z inicjatywy Karla Spieckiera i przy finansowej pomocy Urbanka pierwszy numer swego organu prasowego, dwujęzycznego antypolskiego tygodnika Wola Ludu - Der Wille des Volkes, redagowanego przez Wilhelma Cysorza. 

### Wola Ludu
Na jej łamach lansowali oni hasło „Górny Śląsk dla Górnoślązaków” oraz hasła antysemickie i antykapitalistyczne, a także ukazujące prawdziwe, ich zdaniem, nacjonalistyczne oblicze obozu Korfantego, który jakoby podjudzał Górnoślązaków do wojny domowej. Na łamach utrzymanego w tonacji sensacyjnej pisma pojawiały się głosy żądające także usunięcia przez władze "szlachciców i doktorów z Kongresówki". Górnośląski Komitet Plebiscytowy domagał się "unieszkodliwienia podszczuwaczy, terrorystów i burzycieli pokoju […] którzy usiłują podłymi kłamstwami nas do siebie zwabić". Przeciwstawiał się antagonizowaniu, żyjących dotychczas w zgodzie, obydwu grup etniczno-językowych na Górnym Śląsku, częstokroć ze sobą mocno związanych i wymieszanych. Na łamach jego pisma ukazywały się hasła ukazujące odrębność Ślązaków od Polaków, np. "Jak świat światem - nie będzie Ślązak szlachcicowi bratem". Wola Ludu - Der Wille des Volkes miała nakład ponad 20 tys. egzemplarzy, co w porównaniu z nakładami innych gazet regionalnych nie było wynikiem imponującym. 16 listopada 1920 roku Der Bund-Związek na swych łamach pytał: Dokąd zmierza Wola Ludu?. Jego redaktorzy zasugerowali, że zdaje się ona korzystać z protekcji niemieckiego komisarza plebiscytowego, gdyż jest popierana przez niemiecką prasę. Wykazali także jej brak konsekwencji, gdyż pomimo powielania wielu haseł wolnokrajowców, nie wysuwali najważniejszego z nich, tj. postulatu niepodległości Górnego Śląska. Działacze Związku Górnoślązaków-Bund der Oberschlesier zachowali więc rezerwę wobec Teofila Kupki i jego stronników. 20 listopada 1920 roku na łamach 3 numeru Woli Ludu – der Wille der Volkes ukazał się tekst Czemu milczycie?: Prasa górnośląska – która stoi w żołdzie szlachty polskiej – wzywam ponownie, by uczynione mi zarzuty wreszcie udowodniła (…) podpisany Teofil Kupka.

### Mord polityczny
Odpowiedzią na kontrowersyjne tezy głoszone przez polityka była przemoc. Tego samego dnia około godz. 17 do domu Teofila Kupki wtargnęło dwóch terrorystów. Ci, pod pretekstem zamiaru podjęcia pracy w kopalni, gdzie Teofil Kupka był urzędnikiem, dostali się do jego mieszkania i zaatakowali go. Kupka zmarł wskutek ośmiu ran postrzałowych głowy i klatki piersiowej. Morderstwo próbowano wykorzystać przeciwko Korfantemu, dlatego niemiecki komisarz plebiscytowy Kurt Urbanek domagał się wydalenia go z terenu plebiscytowego. Sam polski komisarz plebiscytowy kategorycznie odcinał się od tej zbrodni. W jego obronie wystąpiły również wszystkie niemieckojęzyczne gazety na tym terenie: bytomski „Weisse Adler”, kluczborska „Kreuzburger Zeitung”, rybnicka „Katholische Volkszeitung”, raciborska „Oberschlesische Wegweiser”, opolska „Oderwacht”, bytomskie „Das Erwachen”, gliwicka „Oberschlesische Post” i bytomska „Oberschlesische Grenz Zeitung”, które wybielały go na wszelkie możliwe sposoby, zarzucając nawet morderstwo Kupki bojówkom niemieckim. „Wola Ludu – der Wille des Volkes” jednoznacznie obarczyła winą Korfantego, ostro krytykując go w większości swych artykułów. Jednego z morderców Teofila Kupki, Henryka Myrcika, ślusarza z Szarleju, (dziś dzielnica miasta Piekary Śląskie) ujęto i osadzono w więzieniu.

### Po śmierci lidera
Następcą Kupki na stanowisku naczelnego redaktora był Bernard Zmuda, który zanim rozpoczął karierę dziennikarską był międzynarodowym rzezimieszkiem, należącym do grasującej na ziemiach zaboru rosyjskiego bandy Aulocka, dzięki czemu spędził kilka lat w więzieniu w warszawskiej cytadeli. 19 grudnia 1920 roku redakcję „Woli Ludu – der Wille des Volkes” objął Antoni (Anton) Gemander. Komitety powiatowe Górnośląskiego Komitetu Plebiscytowego (Das Oberschlesische Plebiszit-komitee) powstały w Rybniku, Pszczynie, Bytomiu, Gliwicach, Katowicach, Królewskiej Hucie, Opolu, Lublińcu, Oleśnie, Kluczborku i Mysłowicach. 13 stycznia 1921 roku "Wola Ludu-Der Wille des Volkes" wydała Odezwę do narodu górnośląskiego, w której czytamy: Czas rozstrzygnięć dla naszej Ojczyzny zbliża się coraz więcej. Górnoślązacy! Do dziś dnia nas w haniebny sposób okłamywano i oszukiwano. Hakatyści z jednej strony, polscy podszczuwacze z drugiej strony. (…) Żądamy praw dla narodowości na Górnym Śląsku na podstawie równouprawnienia (…) Zaprowadzenia prawdziwego samorządu dla Górnego Śląska. Mimo iż w tytule tej odezwy widnieje "naród górnośląski", to jednak "Wola Ludu-Der Wille des Volkes" nigdy nie lasowała odrębności narodowej Górnoślązaków, których najczęściej dzieliła na narodowość polską i niemiecką. Sformułowanie "narodowość górnośląska" pojawiło się na jej łamach sporadycznie. 3 lutego 1921 roku zamordowano kolejnego działacza Górnośląskiego Komitetu Plebiscytowego (Das Oberschlesische Plebiszit-komitee) – Pawła Szymurę (ur. 29.06.1882 r. w Pilchowicach). "Wola Ludu" posługując się hasłem "Górny Śląsk dla Górnoślązaków" oskarżała ZG-BdO, że jest identycznie jak Oberschlesische Volkspartei (Górnośląska Partia Ludowa), narzędziem przeciwników popieranych przez tytuł haseł. Po likwidacji Woli Ludu jej współpracownicy zaczęli się domagać od władz niemieckich gigantycznych kilkudziesięciotysięcznych wynagrodzeń za swoją działalność na rzecz Niemiec. 

### Ostatni akord
W lutym 1922 została utworzona Liga Obrony Śląska (Liga zur Verteidigung Schlesiens) dla utworzenia państwa górnośląskiego pomiędzy Warszawą i Berlinem. Dysponowała ona „Głosem Górnego Śląska” i „Wolą Ludu”, jako dwoma organami prasowymi. Na jej czele stali dentysta Jeleń i Jan Kustos. Ostrzegała ona przed „zalewem obcych” z Warszawy, przed zniesieniem autonomii wskutek centralistycznej polityki władz warszawskich i przed zagrażającym chaosem gospodarczym państwa polskiego. Jej zwolennicy rekrutowali się spośród akademików, oficerów, powstańców górnośląskich i wielkich właścicieli ziemskich. Chociaż Liga nigdy nie była zorientowana proniemiecko, to jednak weszła w ostry konflikt z Warszawą, ponieważ przygotowywała antypolskie powstanie z ostatecznym celem w postaci utworzenia wolnego państwa. Zgodnie z relacją „Rzeczpospolitej” zatytułowanej Przygotowania do zamachu na Górnym Śląsku, gdy Janowi Kustosowi nie udało się legalnie dostać do Naczelnej Rady Ludowej Górnego Śląska, postanowił opanować ją siłą. Stanowisko Józefa Rymera miało być przeznaczone mjr Ludwikowi Hupce, jako śląskiemu dyktatorowi wojskowemu. Lider Związku Dawniejszych Powstańców na rzecz Górnośląskiej Niepodległości (Bund der ehemäligen Insurgenten für oberschlesische Selbständigkeit) – Franciszek Merik miał zapewnić potrzebne oddziały zbrojne. Po opanowaniu gmachu Naczelnej Rady Ludowej Górnego Śląska, zamachowcy mieli wszystkich nie-Górnoślązaków odstawić do granicy i postawić polskie władze przed faktem dokonanym.
Działania Kustosa i Merika miała koordynować, stworzona przez szeroką rzeszę byłych powstańców (m.in. Polski Związek Górnośląskich Autonomistów – Alojzego Pronobisa, katowicki oddział Związku Byłych Powstańców – Walentego Fojkisa) i innych działaczy obozu polskiego, Liga Obrony Górnego Śląska (Liga zum Schutz Oberschlesiens). Jej liderzy powołali do życia własną 40-osobową Radę Ludową, która usiłowała przeforsować nadanie całemu terytorium plebiscytowemu na Górnym Śląsku bardzo szerokiej autonomii politycznej, gospodarczej i kulturowej. Nie determinowała ona przy tym, czy ma się tu urzeczywistnić w ramach związku, z którymś z dwu rywalizujących państw, czy też w formie „autonomii zupełnej” (niepodległość) pod protektoratem aliantów. Wojciech Korfanty natychmiast zlikwidował rozłam w polskim obozie, odcinając Radę Ludową od funduszy oraz wydając wiernemu sobie oddziałowi powstańczemu z Pszczyny rozkaz rozbicia Związku Dawniejszych Powstańców na rzecz Górnośląskiej Niepodległości (Bund der ehemäligen Insurgenten für oberschlesische Selbständigkeit).